# NGC 957
NGC 957 ist ein offener Sternhaufen vom Trumpler-Typ im Sternbild Perseus am Nordsternhimmel. Er hat eine Helligkeit von 7,6 mag und einen Durchmesser von 10 Bogenminuten.
Das Objekt wurde am 9. Dezember 1831 von dem britischen Astronomen John Herschel entdeckt.